# کریستینه په‌په‌لیان
کریستینه په‌په‌لیان (ارمنی: Քրիստինե Պեպելյան؛ انگلیسی: Christine Pepelyan زاده ۲۲ آوریل ۱۹۸۰) یک خواننده سبک موسیقی پاپ و گوینده اهل ارمنستان است. که از سال ۱۹۹۸ تا کنون فعالیت می‌کند.

## زندگی‌نامه
وی در ۲۲ آوریل ۱۹۸۰ در ایروان به دنیا آمد و از کنسرواتوار دولتی کومیتاس ایروان فارغ‌التحصیل شد. په‌په‌لیان در شبکه‌های ارمنستان ۱ و شانت تی‌وی به عنوان گوینده فعالیت نموده‌است. در سال ۲۰۱۳ وی یکی از اعضای هیئت داوران مسابقه موسیقایی «The Voice» بود. بعلاوه برنده این مسابقه از تیم وی بود. در سال ۲۰۱۷ په‌په‌لیان مهمان ویژه یک برنامه موسیقایی تحت عنوان "Benefis" بود که در آن خوانندگان و ترانه سرایان سرشناس ارمنستان حضور داشتند. سپس وی در یک پروژه که برای کمک به کودکان مبتلا به سرطان بود شرکت نمود. همچنین بسیاری از خوانندگان سرشناس ارمنستانی از جمله مکرتیچ آرزومانیان، ایوتا موکوچیان، میهران تساروکیان، اریک کاراپتیان و آرام ام‌پی۳ در این پروژه شرکت نمودند.

## فیلمشناسی
| سال       | عنوان                           | توضیحات    |
| --------- | ------------------------------- | ---------- |
| ۲۰۱۳–۲۰۱۴ | صدای ارمنستان (Հայաստանի Ձայնը) | داور/مربی  |
| ۲۰۱۷      | بنفیس (Բենեֆիս)                 | مهمان ویژه |
| ۲۰۱۷      | من وجود دارم (Ես կամ)           | مهمان ویژه |